# De-oraita und de-rabbanan
Bei de-oraita und de-rabbanan (reichsaramäisch דְאוֹרָיְתָא ודְרַבָּנָן hebräisch שֶׁל הַתּוֹרָה ושֶׁל רַבּוֹתֵינוּ) handelt es sich um ein Unterscheidungskriterium der jüdischen Talmud-Auslegung.

## Inhalt

### Beschreibung
Ein Prinzip in der jüdischen Rechtsphilosophie und -theorie ist die Unterscheidung von Gesetzen, Vorschriften und Verordnungen (Halachot und Taqqanot) in solche, die direkt göttlichen Ursprungs sind (de-oraita, reichsaramäisch דְאוֹרָיְתָא oder mi-de-oraita reichsaramäisch מִדְּאוֹרָיְתָא, hebräisch שֶׁל הַתּוֹרָה, dt.: aus der Tora), und weitere, die durch Rabbiner und Rechtsgelehrte definiert wurden (de-rabbanan reichsaramäisch דְרַבָּנָן oder mi-de-rabbanan reichsaramäisch מִדְּרַבָּנָן, hebräisch שֶׁל רַבּוֹתֵינוּ, dt. rabbanitisch, wörtlich übersetzt: „von unseren Rabbinern“).
Die Unterscheidung ist dabei häufig nicht einfach, da unter de-oraita nicht nur die in der Tora schriftlich fixierten Vorschriften gezählt werden, sondern auch diejenigen, die mit Hilfe der Auslegung (Mi-drasch, hebräisch מִדְרָשׁ) aus dem Text gewonnen werden können, sowie die der mündlichen Überlieferung zugerechneten Gesetze von Moses am Sinai (hebräisch הֲלָכָה לְמֹשֶׁה מִסִּינַי – Halacha le–Mosche mi–Sinai).

### Beispiele
Dabei kann es vorkommen, dass ein scheinbar einheitlicher Text wie das jüdische Tischgebet (Birkat ha-Mason, hebräisch בִּרְכַּת הַמָּזוֹן) sowohl de-oraita als auch de-rabbanan ist: Während die ersten drei Segenssprüche biblischen Ursprungs sind, ist der vierte aus der Zeit nach der Zerstörung des zweiten Tempels zu datieren und somit rabbinischen Ursprungs, also de-rabbanan.
Ein anderes Beispiel ist die in den jüdischen Speisegeboten formulierte Trennung in fleischige, milchige und neutrale Speisen sowie das Verbot, Fleisch in Milch zu kochen. Der zugrunde liegende Satz „Du sollst das Böcklein nicht kochen in seiner Mutter Milch.“ (Ex 23,19 ) ist biblischen Ursprungs, die Trennung somit de-oraita, auch wenn eine Reihe von Spezifikationen und Auslegungen von späteren Rechtsgelehrten stammt.
Ein Beispiel nennt Yitzhak Frank aus Psachim 120, A:
| מַצָּה בַּזְמַן הַזֶּה דְאוֹרָיְתָא, וּמָרוֹר דְּרַבָּנָן | “ |
| – פסחים קכ,א                      |   |

„(Das Essen der) Mazze in dieser Zeit (ist eine Anordnung, die) der Torah (entstammt), aber (das Essen des) Bitterkrauts (ist eine Anordnung) der Rabbinen.“
Ein weiteres Beispiel nennt Yitzhak Frank aus Psachim 4,2:
| בְּדִיקָת חָמֵץ דְּרַבָּנָן הוּא מִדְּאוֹרָיְתָא בַבִּטּוּל בְּעָלְמָא סַגִּי | “ |
| – פסחים ד,ב                                  |   |

„Das Suchen nach den Sauerteig-Krümeln ist (eine Anordnung) der Rabbinen, weil eigentlich nach der Torah die verbale Nichtigerklärung ausreichend ist.“